# Apolônio Crono
Apolônio Crono (em grego:  Ἀπολλώνιος Κρόνος; fl. século IV a.C.) de Cirene foi um filósofo da escola megárica.
Muito pouco se sabe sobre ele. Ele foi aluno de Eubulides e professor de Diodoro Crono, conforme relatado por Estrabão:

Apolônio Crono era de Cirene, [...] sendo professor de Diodoro, o Dialético, a quem também foi dado o apelido de "Crono", certas pessoas tendo transferido o epíteto de professor para o aluno.